# Rio Erlauf
O Rio Erlauf é um afluente do Danúbio no distrito de Scheibbs na Baixa Áustria.

## História
Os romanos chamaram o rio Arelape.